# ペドロ・シモセ
ペドロ・シモセ・カワムラ（Pedro Shimose Kawamura、1940年3月30日 - ）は、現代ボリビアにおける国民的詩人であり、ジャーナリスト、作詞家。

## 経歴
1940年3月30日、 ボリビア北西部にある ベニ県のリベラルタで日本人男性とリベラルタ出身で日系2世の女性との間に7人兄弟の長男として生まれる。
少年時代は主にリベラルタで教育を受けた。19歳でボリビアの中心部ラパスにある名門サン・アンドレス大学に入学する。
しかしその後中退してヨーロッパへ留学するため旅立つ。
スペイン滞在中にアンダルシア人女性と出会い、そして1966年に結婚する。
1971年、ウゴ・バンセル・スアレス将軍が軍事クーデターを起こす。これにより左派だったシモセはスペインへ亡命した。
1972年、キューバで『ぼくは書きたいのに出てくるのは泡ばかり』が、カサ・デ・ラス・アメリカス賞を受賞する。
1999年再び政権に返り咲いたウゴ・バンセル・スアレス大統領政府が公式にシモセに謝罪した。同年にボリビア国民文化賞を受賞。

### 人物
彼の詩は政治的な非常にひらめきのある言葉で有名であった。その詩はボリビア国民にナショナル・アイデンティティを植え付け、かつ人々を社会的抑圧から解放した。
ボリビアの学校の教科書には彼の詩が掲載されており、子供達はその詩を学んだりしている。
シモセの作品はドイツ語、フランス語、ロシア語、アラビア語、トルコ語、イタリア語、オランダ語、その他、世界中にある多数の言語に翻訳されている。
ジャーナリストとしても活動しており、マスメディアにおいて積極的に発言している。音楽関係では、作詞や作曲を手掛けており人気がある。

## 作品
- Triludio en el exilio (1961)
- Sardonia (1967)
- Poemas para un pueblo (1968)
- Quiero escribir, pero me sale espuma (1972)
- Caducidad del fuego (1975)
- Al pie de la letra (1976)
- El Coco se llama Drilo (1976)
- Reflexiones maquiavélicas (1980)
- Diccionario de Autores Iberoamericanos (1982)
- Bolero de caballería (1985)
- Poemas (1988)
- Historia de la literatura hispanoamericana (1989)
- Riberalta y otros poemas (1996)）
- No te lo vas a creer (2000)）

### 作詞
- El sombrero de saó
- Yesca enamoraó
- Siringuero
- Lucero triste
- Me voy pa’Guayará

## 邦訳
『ぼくは書きたいのに、出てくるのは泡ばかり ペドロ・シモセ詩集』細野豊, 現代企画室, 2012